# Великохуторська сільська рада
Великоху́торська сільська рада (рос. Большехуторский сельский совет) — сільське поселення у складі Нижньоломовського району Пензенської області Росії.
Адміністративний центр — село Великі Хутора.

## Населення
Населення — 1698 осіб (2019; 1825 в 2010, 2067 у 2002).

## Склад
До складу сільської ради входять:
| Населений пункт     | Населення, осіб (2002) | Населення, осіб (2010) |
| ------------------- | ---------------------- | ---------------------- |
| Великі Хутора, село | 672                    | 583                    |
| Овчарне, село       | 471                    | 396                    |
| Піша Слобода, село  | 924                    | 846                    |